# Helter Skelter (téléfilm, 1976)
Pour les articles homonymes, voir Helter Skelter (homonymie).
Helter Skelter est un téléfilm américain réalisé en 1976 par Tom Gries, et racontant de façon minutieuse l'enquête ayant suivi l'assassinat de Sharon Tate en 1969 puis le procès de Charles Manson et de sa « famille ».

## Synopsis
Le 9 août 1969, l'actrice Sharon Tate est poignardée à mort dans sa villa de Beverly Hills. Il s'agit d'un véritable carnage puisque quatre autres cadavres sont découverts dans et autour de la maison. Le lendemain soir, le couple Leno et Rosemary Labianca sont assassinés à leur tour dans leur demeure dans les mêmes circonstances.
L'enquête avance d'abord de façon laborieuse car elle est orientée vers de fausses pistes. Quelques mois plus tard, la police en vient à soupçonner une curieuse secte hippie vivant à l'écart, dans un ranch du désert californien. Leur chef, Charles Manson, semble se prendre pour Jésus-Christ et les membres de sa communauté lui obéissent au doigt et à l'œil.
Le procureur Vincent Bugliosi obtient la responsabilité de l'enquête et parvient à accumuler les charges contre Manson et certains membres de sa bande. Lui et trois filles de sa communauté sont inculpés de meurtre. Au cours d'un procès qui tourne parfois au spectacle, Bugliosi parvient à prouver qu'ils sont les véritables assassins de Sharon Tate et des autres victimes.

## Fiche technique
- Titre : Helter Skelter
- Réalisation : Tom Gries
- Scénario : J. P. Miller d'après le livre de Vincent Bugliosi et Curt Gentry
- Photographie : Jules Brenner
- Son : Tom Overton
- Montage : Byron Brandt, Bud S. Isaacs et Gene Fowler Jr.
- Musique : Billy Goldenberg
- Production : Tom Gries
- Société de production : Lorimar Productions
- Société de distribution : CBS
- Durée : 194 minutes
- Dates de diffusion : 1er et 2 avril 1976
- Pays :  États-Unis
- Langue : Anglais
- Format : Couleur

## Distribution
- George DiCenzo : Vincent Bugliosi
- Steve Railsback : Charles Manson
- Nancy Wolfe : Susan Atkins
- Marilyn Burns : Linda Kasabian
- Christina Hart : Patricia Krenwinkle
- Cathey Payne : Leslie Van Houten
- Alan Oppenheimer : Aaron Stovitz
- Rudy Ramos : Danny De Carlo
- Sondra Blake : Ronnie Howard
- George Garro : Rosner
- Jon Gries : William Garretson
- Roy Jenson : Punchy
- Bill Durkin : Tex Watson
- Jason Ronard : Paul Watkins
- Linden Chiles : J. Miller Leavy
- Adam Williams : Terrence Milik
- Richard Venture : l'inspecteur de police
- Wright King : un ami

## Récompenses
Helter Skelter a remporté le Prix Edgar-Allan-Poe du meilleur téléfilm en 1977.
Il a été nommé trois fois pour les Emmy Awards la même année :
- meilleure réalisation : Tom Gries
- meilleur montage : Byron Brandt et Bd S. Isaacs
- meilleure musique : Billy Goldenberg

## Autour du film
- La voiture qui emmène les membres de la « famille » Manson sur les lieux des meurtres dans le film est celle qui appartenait aux criminels et qui a été prêtée par les autorités policières.
- Plusieurs scènes ont été tournées sur les lieux même où ont eu lieu les événements. La maison Labianca vue dans le film est celle où le couple a été tué.
- Les dialogues des scènes du procès ont, pour la plupart, été reprises des transcriptions de la Cour.
- Le rôle de Charles Manson a d'abord été offert à Martin Scorsese[1].

## Autres films du même titre
- 1929 : Helter Skelter par Charles Lamont
- 1949 : Helter Skelter par Ralph Thomas
- 2000 : Helter Skelter par Jesús Franco
- 2004 : Helter Skelter par John Gray